# 1766 Slipher
Slipher (asteroide 1766) é um asteroide da cintura principal, a 2,5158172 UA. Possui uma excentricidade de 0,0857382 e um período orbital de 1 667,25 dias (4,57 anos).
Slipher tem uma velocidade orbital média de 17,95512759 km/s e uma inclinação de 5,2241º.
Este asteroide foi descoberto em 7 de Setembro de 1962 por Goethe Link Obs..